# Monte Acidola
Il monte Acìdola è un rilievo del medio-alto Appennino bolognese, situato nell'estrema propaggine settentrionale del comune di Gaggio Montano, tra gli abitati di  Pietracolora e  Canevaccia. Poco spostato verso sud-est, si trova il  monte dalla Croce.
Il piccolo massiccio del monte Acìdola, che raggiunge la quota di 888,5 metri sul livello del mare, è attorniato quasi del tutto dal torrente Aneva, ancora un piccolo ruscello diretto verso l'abitato di Vergato e da un suo piccolo affluente da sinistra. Le pendici del monte sono quasi del tutto spoglie, ma non mancano piccoli specchi d'acqua formati da sorgenti sotterranee.